# نودرامد
نودرامد (بالفارسية: نودرامد) هي قرية تقع في قسم غركن الشمالي الريفي (مقاطعة فلاورجان) في إيران. يقدر عدد سكانها بـ 605 نسمة بحسب إحصاء 2016.